# قلعه محمد باقری هرات
قلعه محمد باقری هرات مربوط به دوره زند است و در شهرستان خاتم، خیابان امام خمینی، روبروی خیابان بنیاد خاتم واقع شده و این اثر در تاریخ ۹ اردیبهشت ۱۳۸۲ با شمارهٔ ثبت ۸۵۵۴ به‌عنوان یکی از آثار ملی ایران به ثبت رسیده‌است.